# オリヴィエ・ド・クリッソン

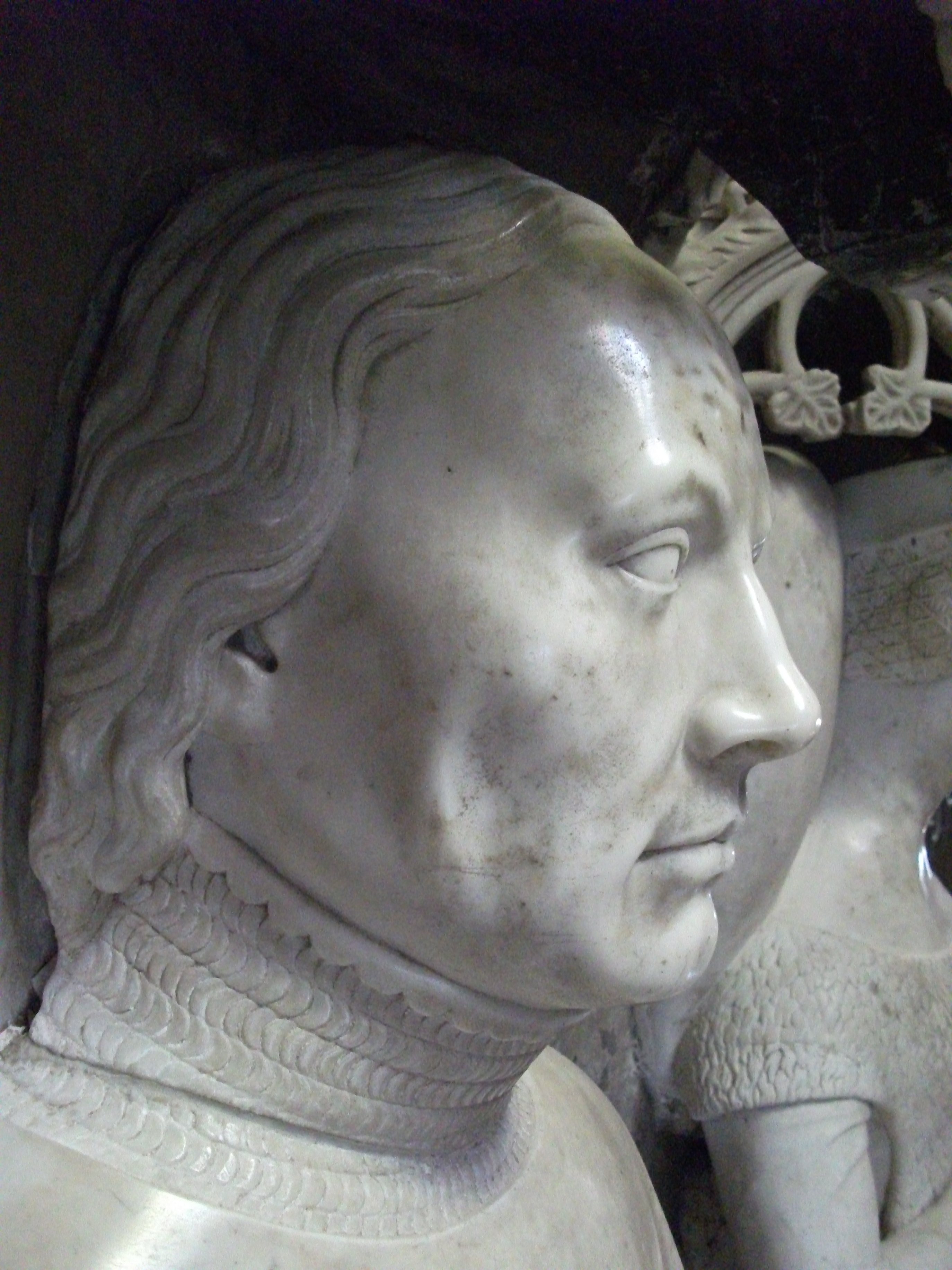
墓における彫像（ジョスラン城）

オリヴィエ（5世）・ド・クリッソン/クリソン（Olivier V de Clisson, 1336年4月23日 - 1407年4月23日）は、百年戦争のフランス・ブルターニュのブルトン人貴族・軍人。ブルターニュ貴族のオリヴィエ（4世）・ド・クリッソンとジャンヌ・ド・ブレビーユの息子。「屠殺者」（le Boucher）の異名がある。フランス軍総司令官（en）でもあった。

## 生涯

### フランスの有力部将
1336年、ブルターニュのクリッソン城（クリソン）で生誕。
1343年に父のオリヴィエ4世がイングランドにナントを売り渡そうとした疑惑の中でフランスに捕らえられ、パリで処刑された後に母ジャンヌがイングランドで再婚したため、イングランドで育った。ブルターニュに帰還すると、ブルターニュ継承戦争においてモンフォール家のジャン4世の側に立って戦った。モンフォール家がイングランドの支援を受けていたためである。1364年のオーレの戦いにおいてクリッソンは敗北したものの、彼の指揮する部隊は捕虜を取らなかったために「屠殺者」の異名を得た。後にモンフォール家と仲違し、フランスの支援するパンティエーヴル家についた。
1370年、ジョスランに領地を獲得し、8つの塔を内包する新形式のジョスラン城を建造した。同年にクリッソンはフランス王シャルル5世に忠誠を誓い、後にフランス軍総司令官（元帥）となるベルトラン・デュ・ゲクランの幕下に加わり、ポンヴァヤンの戦いでイングランド軍に勝利、1373年のブレスト攻城などの対イングランド戦役に参加した。翌1374年の戦役ではランカスター公ジョン・オブ・ゴーント率いる1万3000人のイングランド軍をゲリラ戦で消耗させ、疫病の流行もあってイングランド軍全体の半分を葬る戦果を挙げた。ただし、1378年にシャルル5世がブルターニュの併合を宣言した際、反発したブルターニュ貴族を王命でゲクラン共々討伐しなければならなくなり、王命と地元の板挟みに苦しんだ。
1380年にゲクランが死亡するとフランス総司令官の地位を継承し、1392年までその地位にあった。同年にシャルル5世も崩御、後を継いだ子のシャルル6世に臣従、1382年にはジェントの市民と協力してローゼベーケの戦いで敵を撃退すると、1387年にはブレスト攻囲の指揮を執った。同年にはシャルル6世のイングランド侵攻作戦の指揮を執り、ポワトゥーとフランドル等で指揮を執った。この作戦はクリッソンの艦隊を襲った海上暴風と名目上はフランス王側についていたはずのブルターニュ公ジャン4世の非協力的な態度により、不首尾に終わる。

### 2度にわたる暗殺未遂事件
クリッソンとジャン4世の仲違いが再燃すると、クリッソンはブルターニュ継承戦争時からのジャン4世の仇敵であるパンティエーヴル家側の戦死したシャルル・ド・ブロワと妻ジャンヌ・ド・パンティエーヴルの嫡男のパンティエーヴル伯ジャン1世に娘のマルグリットを嫁がせた。そのため、ジャン4世はクリッソンを恐れるイングランドにそそのかされたこともあり、1387年6月にヴァンヌに議会を開いてブルターニュの諸侯を集めると、そこにクリッソンを誘いこんで捕えてしまった。ジャン4世はクリッソンを暗殺してしまおうとしたが、シャルル6世及びブルターニュの諸侯の介入があり、身代金と共に解放せざるを得なかった。しかしクリッソンも大きな代償を支払い、故郷クリッソン・ジョスラン・ランバルなど10か所の城塞と10万フランの身代金をジャン4世へ渡す羽目になった。
ブルターニュに居場所がないためパリに帰還すると、シャルル6世にジャン4世の犯行を訴えて味方につけ、王家とパンティエーヴル家の威光を背景にブルターニュへの影響力を取り戻そうと図った。シャルル6世もイングランド派のジャン4世に不信感を抱いていたためクリッソンに肩入れしたが、和解を先決と考え、クリッソンとジャン4世の間を調停し両者を和解させた。クリッソンはパリに留まり総司令官として任務に専念した。
だが、ジャン4世はクリッソンの暗殺をもう1度計画、1392年6月13日にクリッソンはジャン4世の策謀でかねてから不仲であるピエール・ド・クラン（後のフランス元帥ジル・ド・レの母方の曾祖父にあたる）に暗殺されかけた。クランはクリッソンの盟友でシャルル6世の叔父の1人・アンジュー公ルイ1世の封臣であるが、ナポリ遠征の留守時にアンジュー公の宝物を盗み、アンジュー公の死の遠因となった。クリッソンは狭い路地で襲われ刃に倒れたが死に至らず、クランの凶行が明るみに出ると、シャルル6世は彼を不敬罪で財産・領地を没収した。ジャン4世と手を組んでいたらしいクランはブルターニュに逃げ込んだが、ジャン4世からは冷淡に扱われた。
クリッソン暗殺未遂の主犯を庇護しているとして、ジャン4世に対してシャルル6世は懲罰のために軍を直卒して遠征したが、メーヌ地方を通過中に突如人事不省に陥った。そのため遠征は中断されたが、シャルル6世の寵臣であったクリッソンに対して、王の叔父である政敵のベリー公ジャン1世とブルゴーニュ公フィリップ2世（豪胆公）がここぞとばかりに非難中傷を吹き込んだために、クリッソンは失脚し総司令官職を取り上げられジョスラン城へ引きこもった。ブルターニュ諸侯はクリッソンの保護を申し出ていたため、しばらくジャン4世に抵抗を続けていたが、フランスの後ろ盾を無くしたクリッソンはやがて抵抗を諦めていった。一方、シャルル6世の狂気は百年戦争の後半の原因の一つとなる。

### ブルターニュ公の後見人
1395年にジャン4世とクリッソンは和解、1399年にジャン4世が死亡すると、4人の息子と3人の娘の後見人にかつての仇敵であるクリッソンが指名されており、クリッソンはモンフォール家の子女達に対して忠実に任務を果たした。これに対し、クリッソンの娘マルグリットはジョスラン城を囲み後見を反故するように求めた。ジャン4世の遺児たちを暗殺するように求めたとの噂もたったが、クリッソンは頑として拒否、娘を殴ろうとしたため、マルグリットは逃げ出した際足を骨折、一生歩行困難となった。
1400年には他に継承権を主張しそうな人物を抑えて、ジャン4世の同名の嫡男ジャンを新たなブルターニュ公ジャン5世として即位させると、シャルル6世の三女ジャンヌと結婚させ、次男のアルテュールをかつての敵だった豪胆公に後見させた。またブルターニュ施設官とブルターニュ議会に認められた。1402年に彼らの母親ジャンヌ・ド・ナヴァールがイングランド王ヘンリー4世と再婚することになったが、4人の息子がイングランドに連れ去られることがないよう手を打っている。
1407年、71歳でジョスラン城において死亡した。

## 子女
2度結婚しており、最初の妻でギー10世・ド・ラヴァルの娘カトリーヌ・ド・ラヴァルとの間に2女を儲けた。
- ベアトリス（1366年頃 - 1448年） - ロアン子爵アラン8世・ド・ロアンと結婚
- マルグリット（1372年頃 - 1441年） - パンティエーヴル伯ジャン1世と結婚

2番目の妻でアラン7世・ド・ロアンの娘マルグリット・ド・ロアンとの間に子はいない。